# Larnax peruviana
Larnax peruviana är en potatisväxtart som först beskrevs av Zahlbruckner, och fick sitt nu gällande namn av A.T. Hunziker. Larnax peruviana ingår i släktet Larnax och familjen potatisväxter. Inga underarter finns listade i Catalogue of Life.